# 日立バルブ
日立バルブ株式会社（ひたちバルブ、Hitachi Valve, Ltd.）は日立金属の子会社でバルブの製造を行っていた企業。
日立金属の関連会社であった日立ヒサゴ（瓢バルブ工業）と、日立金属のバルブ製造工場並びに販売部門を統合する事で1987年4月に発足した。
2017年10月に日立金属が会社分割の方法で日立バルブの開発部門と営業部門を継承することで、約30年振りにバルブの販売を直接手掛ける事になり、同時に日立金属の継承部門以外は日立金属ファインテック株式会社（日立金属の子会社）に吸収合併され、日立バルブは消滅した。

## 概要
第二次世界大戦中に当時の日立製作所が、木津川工場桑名分工場で黒心可鍛鋳鉄を主要材料とするバルブの製造を始めた事がルーツである。それ以来ダクタイル鋳鉄も含む強靭化された鋳鉄を材料とするバルブの製造会社として、長い歴史を有していた。商標はひょうたん印で、これは日立金属が、前身の一つである戸畑鋳物株式会社（1910年創業）の時代より接手などの管材に使用しているブランドである。

## 沿革
- 1942年11月 株式会社日立製作所木津川工場桑名分工場（現在の日立金属株式会社桑名工場）がマレブル（黒心可鍛鋳鉄）バルブを試作、生産開始。
- 1959年6月 日立金属株式会社の関連会社（バルブ製造）として、瓢バルブ工業株式会社（桑名市）が設立される。
- 1969年9月 日立金属株式会社桑名工場の傘下に、バルブ製造部門として朝日分工場（三重県三重郡朝日町）が設立される。
- 1974年12月 瓢バルブ工業株式会社が日立ヒサゴ株式会社に社名を変更。
- 1977年10月 日立金属株式会社朝日分工場が独立組織となり、日立金属株式会社桑名バルブ工場と改称。
- 1987年4月 日立金属株式会社桑名バルブ工場と日立ヒサゴ株式会社が統合、日立バルブ株式会社が設立される。尚この時点では、製品の販売は従来通り日立金属が行っていた。
- 1993年4月 日立金属から日立バルブが製品の販売事業を引継ぎ、製造と販売（の組織）が一体化。
- 2017年10月 会社分割の方法で開発部門と営業部門を日立金属が継承し、開発部門と営業部門を除いた全てを日立金属ファインテック株式会社が吸収合併。